# Darino (oblast de Koursk)
Darino (en russe : Дарьино) est un village du selsoviet de Sverdlikovo du raïon de Soudja dans l'oblast de Koursk, en Russie. Sa population s'élevait à 111 habitants au recensement de 2021.

## Géographie
Le village de Darino se situe dans l'oblast de Koursk, un oblast de la partie européenne de la Russie. Le village fait partie du raïon de Soudja, avec Soudja comme centre administratif. Il se trouve dans le selsoviet de Sverdlikovo, une municipalité, avec le village de Sverdlikovo comme chef-lieu.

## Histoire
Lors de l'incursion d'août 2024 dans l'oblast de Koursk au cours de l'invasion russe de l'Ukraine, la localité aurait été conquise par les Forces armées de l'Ukraine.

## Démographie
Recensements (*) et estimations de la population :
| 2002 * | 2010* | 2021* | - |
| ------ | ----- | ----- | - |
| 174    | 144   | 111   | - |